# Norma-armen
Norma-armen er en af Mælkevejens mindre spiralarme, der strækker sig fra og omkring dens centrale bjælke. Den indre del af armen kaldes Norma-arm i snæver betydning. Den ydre ende af Norma-armen er identificeret enten med Orion-Cygnus-armen (ikke at forveksle med den lokale og mindre Orion-Cygnus-arm), som ligger uden for Perseus-armen, eller den ydre arm, som er placeret længere væk fra centrum af galaksen end Orion-Cygnus-armen. Norma-armen begynder 2,2 kpc fra det galaktiske center, og strækker sig udad til en radius på 15,5±2,8 kpc. Den er opkaldt efter stjernebilledet Vinkelmåleren (Norma), som armen set fra Jorden passerer igennem.